# Rhynchaglaea
Rhynchaglaea là một chi bướm đêm thuộc họ Noctuidae.

## Loài
- Rhynchaglaea fuscipennis Sugi, 1958
- Rhynchaglaea hemixantha Sugi, 1980
- Rhynchaglaea scitula (Butler, 1879)
- Rhynchaglaea taiwana Sugi, 1980